# Antigua és Barbuda az 1988. évi nyári olimpiai játékokon
Antigua és Barbuda a dél-koreai Szöulban megrendezett 1988. évi nyári olimpiai játékok egyik részt vevő nemzete volt. Az országot az olimpián 4 sportágban 15 sportoló képviselte, akik érmet nem szereztek.

## Atlétika
Férfi
| Versenyző                                                   | Versenyszám     | Előfutam | Előfutam | Előfutam | Negyeddöntő | Negyeddöntő | Negyeddöntő | Elődöntő | Elődöntő | Elődöntő | Döntő   | Döntő    |
| Versenyző                                                   | Versenyszám     | Idő      | Hely.    | Össz.    | Idő         | Hely.       | Össz.       | Idő      | Hely.    | Össz.    | Idő     | Helyezés |
| ----------------------------------------------------------- | --------------- | -------- | -------- | -------- | ----------- | ----------- | ----------- | -------- | -------- | -------- | ------- | -------- |
| St. Clair Soleyne                                           | 100 m           | 11,17    | 7.       | 89.      | kiesett     | kiesett     | kiesett     | kiesett  | kiesett  | kiesett  | kiesett | kiesett  |
| Howard Lindsay                                              | 200 m           | 21,78    | 6.       | 46.*     | kiesett     | kiesett     | kiesett     | kiesett  | kiesett  | kiesett  | kiesett | kiesett  |
| Alfred Browne                                               | 400 m           | 48,92    | 8.       | 61.      | kiesett     | kiesett     | kiesett     | kiesett  | kiesett  | kiesett  | kiesett | kiesett  |
| Dale Jones                                                  | 800 m           | 1:49,31  | 5.       | 37.      | kiesett     | kiesett     | kiesett     | kiesett  | kiesett  | kiesett  | kiesett | kiesett  |
| Dale Jones                                                  | 1500 m          | 3:51,22  | 8.       | 42.      |             |             |             | kiesett  | kiesett  | kiesett  | kiesett | kiesett  |
| Oral Selkridge                                              | 400 m gát       | 53,44    | 7.       | 33.      |             |             |             | kiesett  | kiesett  | kiesett  | kiesett | kiesett  |
| St. Clair Soleyne Alfred Browne Howard Lindsay Larry Miller | 4 × 100 m váltó | 41,18    | 6.       | 20.      |             |             |             | kiesett  | kiesett  | kiesett  | kiesett | kiesett  |
| Howard Lindsay Alfred Browne Oral Selkridge Larry Miller    | 4 × 400 m váltó | 3:11,04  | 6.       | 18.      |             |             |             | kiesett  | kiesett  | kiesett  | kiesett | kiesett  |

| Versenyző    | Versenyszám | Selejtező | Selejtező | Döntő    | Döntő    |
| Versenyző    | Versenyszám | Eredmény  | Helyezés  | Eredmény | Helyezés |
| ------------ | ----------- | --------- | --------- | -------- | -------- |
| James Browne | Távolugrás  | 767 cm    | 17.       | kiesett  | kiesett  |

Női
| Versenyző         | Versenyszám | Előfutam | Előfutam | Előfutam | Negyeddöntő | Negyeddöntő | Negyeddöntő | Elődöntő | Elődöntő | Elődöntő | Döntő   | Döntő    |
| Versenyző         | Versenyszám | Idő      | Hely.    | Össz.    | Idő         | Hely.       | Össz.       | Idő      | Hely.    | Össz.    | Idő     | Helyezés |
| ----------------- | ----------- | -------- | -------- | -------- | ----------- | ----------- | ----------- | -------- | -------- | -------- | ------- | -------- |
| Jocelyn Joseph    | 200 m       | 23,57    | 4.       | 25.      | 23,59       | 7.          | 26.*        | kiesett  | kiesett  | kiesett  | kiesett | kiesett  |
| Barbara Selkridge | 400 m       | 55,96    | 7.       | 37.      | kiesett     | kiesett     | kiesett     | kiesett  | kiesett  | kiesett  | kiesett | kiesett  |
| Laverne Bryan     | 800 m       | 2:12,18  | 7.       | 29.      |             |             |             | kiesett  | kiesett  | kiesett  | kiesett | kiesett  |
| Laverne Bryan     | 1500 m      | 4:39,73  | 13.      | 26.      |             |             |             |          |          |          | kiesett | kiesett  |

* - egy másik versenyzővel azonos eredményt ért el

## Kerékpározás

### Pálya-kerékpározás
Sprintversenyek
| Versenyző  | Versenyszám  | Selejtező | Selejtező | 1. forduló             | 1. forduló | Vigaszág               | Vigaszág | 2. forduló             | 2. forduló | Vigaszág             | Vigaszág | Negyeddöntő          | 5–8. helyért           | 5–8. helyért | Elődöntő             | Döntő                | Helyezés |
| Versenyző  | Versenyszám  | Idő       | Hely.     | Ellenfelek Győztes idő | Hely.      | Ellenfelek Győztes idő | Hely.    | Ellenfelek Győztes idő | Hely.      | Ellenfél Győztes idő | Hely.    | Ellenfél Győztes idő | Ellenfelek Győztes idő | Hely.        | Ellenfél Győztes idő | Ellenfél Győztes idő | Helyezés |
| ---------- | ------------ | --------- | --------- | ---------------------- | ---------- | ---------------------- | -------- | ---------------------- | ---------- | -------------------- | -------- | -------------------- | ---------------------- | ------------ | -------------------- | -------------------- | -------- |
| Ira Fabian | Férfi egyéni | 12,817    | 25.       | kiesett                | kiesett    | kiesett                | kiesett  | kiesett                | kiesett    | kiesett              | kiesett  | kiesett              | kiesett                | kiesett      | kiesett              | kiesett              | kiesett  |

Időfutam
| Név        | Versenyszám  | Idő      | Helyezés |
| ---------- | ------------ | -------- | -------- |
| Neil Lloyd | Férfi egyéni | 1:18,324 | 30.      |

Pontverseny
| Név        | Versenyszám | Selejtező     | Selejtező     | Selejtező     | Döntő   | Döntő      | Döntő    |
| Név        | Versenyszám | Pont          | Körhátrány    | Hely.         | Pont    | Körhátrány | Helyezés |
| ---------- | ----------- | ------------- | ------------- | ------------- | ------- | ---------- | -------- |
| Neil Lloyd | Férfi       | nem ért célba | nem ért célba | nem ért célba | kiesett | kiesett    | kiesett  |

## Ökölvívás
| Versenyző      | Versenyszám | Selejtező              | 32-es főtábla               | Nyolcaddöntő      | Negyeddöntő       | Elődöntő          | Döntő             | Helyezés |
| Versenyző      | Versenyszám | Ellenfél Eredmény      | Ellenfél Eredmény           | Ellenfél Eredmény | Ellenfél Eredmény | Ellenfél Eredmény | Ellenfél Eredmény | Helyezés |
| -------------- | ----------- | ---------------------- | --------------------------- | ----------------- | ----------------- | ----------------- | ----------------- | -------- |
| Lionel Francis | Harmatsúly  | Ndaba Dube (ZIM) · RSC | kiesett                     | kiesett           | kiesett           | kiesett           | kiesett           | 33.      |
| Daryl Joseph   | Váltósúly   | erőnyerő               | Adewale Adegbusi (NGR) · KO | kiesett           | kiesett           | kiesett           | kiesett           | 17.      |

RSC – a mérkőzésvezető megállította a mérkőzést

## Vitorlázás
Férfi
| Versenyző  | Versenyszám | Futam | Futam | Futam | Futam | Futam    | Futam | Futam | Pontszám | Helyezés |
| Versenyző  | Versenyszám | 1     | 2     | 3     | 4     | 5        | 6     | 7     | Pontszám | Helyezés |
| ---------- | ----------- | ----- | ----- | ----- | ----- | -------- | ----- | ----- | -------- | -------- |
| Eli Fuller | Divízió II  | 38,0* | 36,0  | 42,0  | 42,0  | (52,0**) | 40,0  | 30,0  | 228,0    | 31.      |

* - bírók által adott pontszám

** - nem ért célba